# Parroquia Ikabarú
La parroquia Ikabarú también escrito Ikabaru es el nombre que recibe una de las 2 divisiones administrativas en las que se encuentra organizado el Municipio Gran Sabana al sureste del Estado Bolívar, en el país sudamericano de Venezuela.

## Historia
El territorio fue explorado y colonizado por los españoles y formó parte de la Provincia de Nueva Andalucía y Paria entre 1568 y 1777 y de la Capitanía General de Venezuela desde 1777. Además perteneció a la Provincia de Guayana entre 1585 y 1864. 
Parte de su territorio además formó parte del Cantón Upata entre 1840 y 1875. Desde 1901 es parte del Estado Bolívar. La parroquia debe su nombre a una variante del Nombre del Río Icabarú que atraviesa para de la región. Su frontera sur fue establecida por el Tratado de límites y navegación fluvial del 5 de mayo de 1859 en Venezuela y el entonces Imperio de Brasil. En la década de 1940 se inició la explotación en el área de minerales como los diamantes y el oro.

## Geografía
La región posee una superficie aproximada de 537 700 hectáreas o 5377 kilómetros cuadrados. Limita al norte y al este con la Parroquia Santa Elena de Uairén (o Parroquia Gran Sabana) al sur con el estado de Roraima en Brasil, y al oeste con el Municipio Angostura (antes llamado Raul Leoni). 
Según estimaciones de 2018 tiene una población aproximada de 2490 personas.

## Véase también

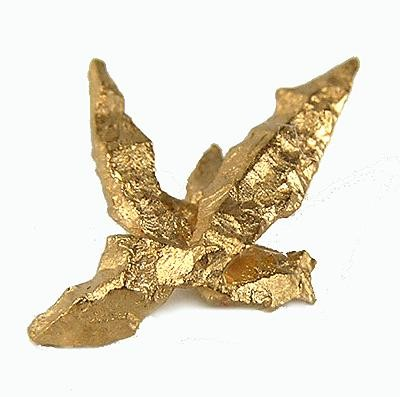
Fragmento de Oro extraído en Ikabarú

### Lugares de interés
- Parque Nacional Canaima
- Río Caroni
- Río Icabaru
- Río Pauji
- Río Uaiparú
- Parai-tepui
- Campamento Maripak
- Los Caribes